# Beryl Mercer
Beryl Mercer (13 de agosto de 1882 - 28 de julio de 1939) fue una actriz estadounidense de origen británico que trabajó en el teatro y el cine; Mercer nació en España, aunque se radicó en Estados Unidos.

## Vida
Beryl Mercer nació en Sevilla, España, el 13 de agosto de 1882, hija de padres británicos actores, su padre, Edward Sheppard Mercer, a pesar de su nombre se presentaba como español, su madre, Effie (de soltera Martin), era una conocida actriz del momento.
Mercer se convirtió en actriz infantil, haciendo su debut con cuatro años el 14 de agosto de 1886 en el Teatro Royal de Yarmouth. A los 10 años regresó a los escenarios. En Londres, Mercer apareció en The Darling of the Gods, y en una producción de A Midsummer Night's Dream, escrita por Oscar Asche. En 1906 interpretó a la esclava Kaffir en The Shulamite en los Teatros del West End. Mercer viajó a Estados Unidos con esta obra, y su interpretación recibió buenas críticas. La obra marcó su primera aparición en Broadway.

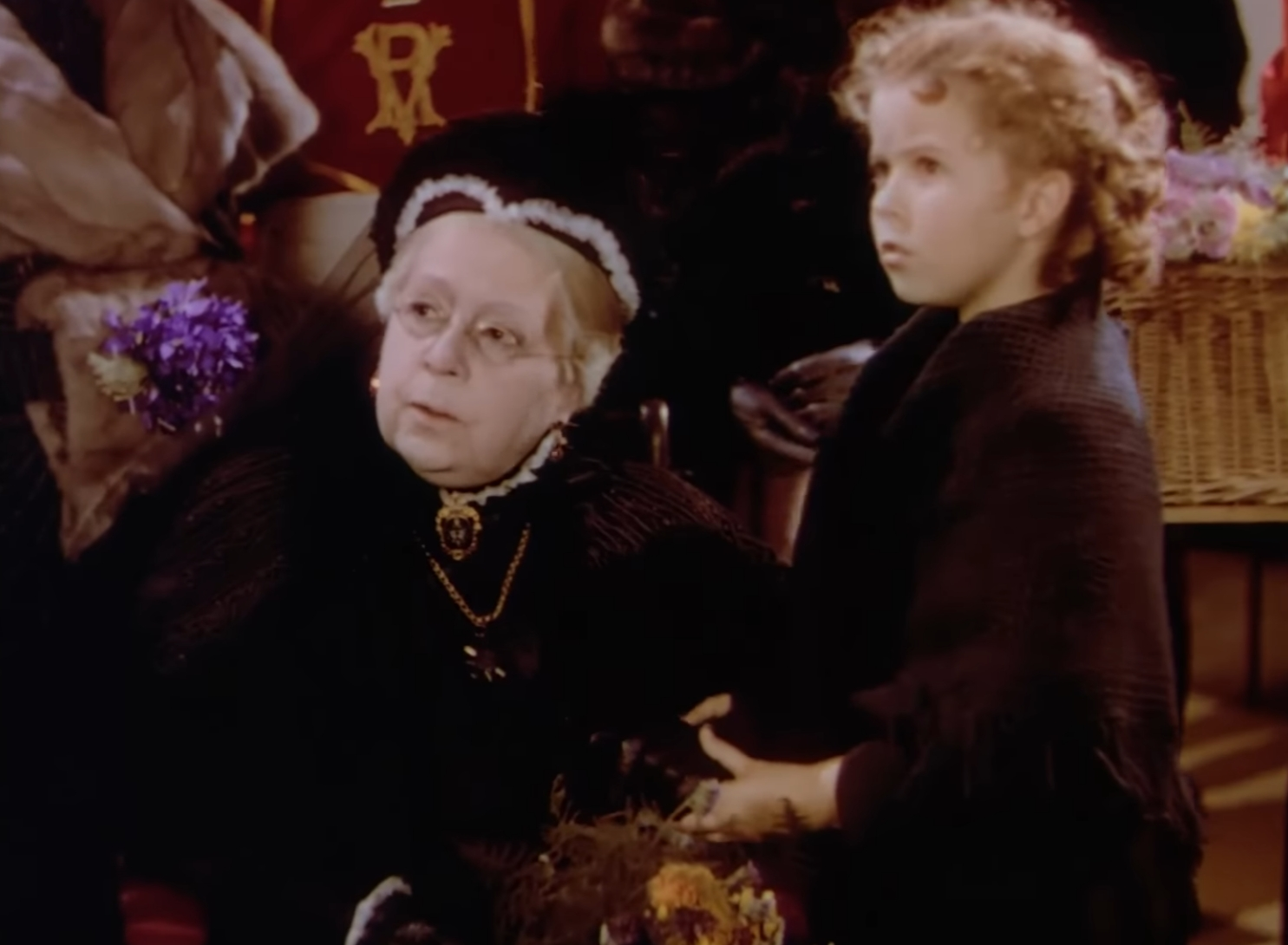
Mercer con Shirley Temple en The Little Princess (1939)

Mercer fue honrada por la reina Alejandra de Dinamarca por su trabajó como animadora durante la Primera Guerra Mundial.
Mercer inició su carrera cinematográfica apareciendo en la película The Christian. En el cine, Mercer era principalmente conocida por interpretar papeles de madre. Interpretó a Frau Bäumer, madre de Paul Bäumer en All Quiet on the Western Front (1930) y a Ma Powers, madre de Tom Powers en The Public Enemy (1931). Mercer llegó a interpretar papeles de abuela, cocinera y sirvienta en películas de alto presupuesto. Llegó a aparecer en más de 50 películas entre 1916 y 1939, y su carrera alcanzó su punto álgido en los años 1930 cuando aparecía en varias películas por año. Mercer apareció en Cavalcade (1933), Jane Eyre, The Little Minister y The Richest Girl in the World (todas de 1934). Mercer apareció en las dos versiones de la película Three Live Ghosts (1929 y 1935) y en La pequeña princesita (1939), donde interpretó a la Reina Victoria.

## Vida personal
Mercer se casó con el actor Maitland Paisley en 1896 y se divorciaron en 1909. Ese mismo año se casó con el actor Holmes Herbert, la pareja tuvo una hija, Joan Mercer, de casada Betting, nacida el 16 de septiembre de 1917.
Mercer murió el 28 de julio de 1939 en Santa Mónica, California a los 56 años, tras haberse sometido a una cirugía por una dolencia no revelada. Fue enterrada en el Forest Lawn Memorial Park (Glendale), en Glendale (California).

## Filmografía
| - The Shulamite (1915) - The Final Curtain (1916) - Mary - Broken Chains (1922) - Mrs. Mulcahy - The Christian (1923) - Liza - We Americans (1928) - Mrs. Levine - Mother's Boy (1929) - Mrs. O'Day - Three Live Ghosts (1929) - Mrs. Gubbins - Seven Days' Leave (1929) - Sarah Ann Dowey - All Quiet on the Western Front (1930) - la madre de Paul - Dumbbells in Ermine (1930) - Abuela Corey - In Gay Madrid (1930) - Doña Concha - Common Clay (1930) - Mrs. Neal - The Matrimonial Bed (1930) - Corinne - An Intimate Dinner in Celebration of Warner Bros. Silver Jubilee (1930, cortometraje) - Mrs. Warner Bros. Pictures - Outward Bound (1930) - Mrs. Midget - Inspiration (1931) - Marthe, la doncella de Yvonne - East Lynne (1931) - Joyce - The Public Enemy (1931) - Ma Powers - The Sky Spider (1931) - Mother Morgan - The Man in Possession (1931) - Mrs. Dabney - The Miracle Woman (1931) - Mrs. Higgins - Merely Mary Ann (1931) - Mrs. Leadbatter - Are These Our Children? (1931) - Mrs. Martin, la abuela de Eddie - Forgotten Women (1931) - Fern Madden - Lovers Courageous (1932) - Mrs. Smith - Devil's Lottery (1932) - Mrs. Mary Ann Meech - Lena Rivers (1932) - Abuela Nichols | - Young America (1932) - Abuela Beamish - Unholy Love (1932) - Mrs. Cawley - No Greater Love (1932) - Mrs. Burns - Midnight Morals (1932) - Madre O'Brien, la matrona de la cárcel - Smilin' Through (1932) - Mrs. Crouch - Six Hours to Live (1932) - La viuda - Cavalcade (1933) - Cocinera - Her Splendid Folly (1933) - Mrs. McAllister - Supernatural (1933) - Madame Gourjan, la patrona de Paul - Blind Adventure (1933) - Elsie - Berkeley Square (1933) - Mrs. Barwick - Broken Dreams (1933) - Mom - Change of Heart (1934) - Harriet Hawkins - Jane Eyre (1934) - Mrs. Fairfax - The Richest Girl in the World (1934) - Marie - The Little Minister (1934) - Margaret - Age of Indiscretion (1935) - Mrs. Williams - Forbidden Heaven (1935) - Agnes, "La duquesa" - Hitch Hike Lady (1935) - Mrs. Bayne - Magnificent Obsession (1935) - Mrs. Eden - Three Live Ghosts (1936) - Mrs. Gibbins - My Marriage (1936) - Mrs. Dolan - Call It a Day (1937) - Mrs. Elkins, la cocinera - Night Must Fall (1937) - Saleslady - The Little Princess (1939) - Reina Victoria - The Hound of the Baskervilles (1939) - Mrs. Jennifer Mortimer - The Story of Alexander Graham Bell (1939) - Queen Victoria - A Woman Is the Judge (1939) - Mrs. Butler |